# Сомов, Александр Андреевич
Алекса́ндр Андре́евич Со́мов (1867—1903) — русский искусствовед и музейный работник. Старший сын искусствоведа Андрея Сомова, брат художников Константина Сомова и Анны Сомовой-Михайловой.

## Биография
Родился 3 (15) октября 1867 года в Санкт-Петербурге. Его отец, Андрей Иванович Сомов, в то время жил с семьей на 7 линии Васильевского острова (д. 2) и служил в чине губернского секретаря в Императорской академии наук. Мать, Надежда Константиновна, была хорошим музыкантом и развивала у своих детей интерес к пению, театру и живописи. 
А. Н. Бенуа писал: 

Тут же в моей памяти возникает, как живой, образ старшего (года на два) брата Кости — Саши. Если в характере Кости доминировали отцовские черты, если в Анюте черты обоих родителей нашли очень пленительную гармонию, то в Саше безусловно господствовала мать. Этот начавший ещё в юности полнеть человек был каким-то олицетворением благодушия и добродушия. Он и лицом был вылитый Надежда Константиновна, он также мило заливался смехом (эта способность заливаться Надежды Константиновны мне больше всего в ней и напоминала мою маму), он даже как-то удивительно приятно шепелявил. Вообще же Саша был великим смехачом, он и других любил веселить и смешить. Одним из его обычных номеров была имитация певцов итальянской и особенно русской оперы, и сколько бы раз он ни представлял баса Мельникова, тенора Васильева III, М. Фигнер, Славину или Мазини и Котоньи, каждый раз со мной (и не со мной одним) делалась истерика смеха — до того верно передавал он манеру этих артистов, все их повадки и, разумеется, все их комические недочеты.— А. Н. Бенуа. Мои воспоминания. Книга вторая / Глава 9: Дружба с Сомовым
С 1876 года Александр Сомов учился в школе К. Мая и, окончив её в 1885 году, поступил на историко-филологический факультет Санкт-Петербургского университета. Служил в министерстве финансов в шестом отделении департамента окладных сборов. Участвовал в написании статей словаря Брокгауза и Ефрона.
Умер в Петербурге 20 мая (2 июня) 1903 года скоропостижно от септического эндокардита; похоронен на Новодевичьем кладбище (правая часть, между дорогами 10 и 11, участок 31).
Был женат с 7 января 1896 года на дочери военного юриста В. М. Цемирова, Евгении Владимировне (1870—?). У них было два сына — Андрей (1896—1942?) и Владимир (1898?—?).